# Make It Happen
«Make It Happen» (с англ. — «Осуществишь это») — песня американской певицы Мэрайи Кэри. Написана и спродюсирована самой Кэри при участии двух участников группы C+C Music Factory Дэвида Коула и Роберта Кливилля. Песня была выпущена в качестве третьего сингла со второго студийного альбома певицы Emotions 4 апреля 1992 года.
Песня получила высокую оценку музыкальных критиков, многие из которых отметили работу Кэри с несколькими музыкальными жанрами, а также персонализированное лирическое содержание песни. Помимо критического признания, трек стал успешен в коммерческом плане в Соединённых Штатах, однако слабо проявил себя на международном уровне по сравнению с её предыдущими синглами. Он достиг пиковой пятой строчки в чарте Billboard Hot 100, а также занял сорок вторую строчку в годовом итоговом чарте Billboard. Песня достигла седьмого места в Канаде и сорокового в чартых Великобритании и Австралии.
Видеоклип на песню был снят в соборной церкви. Действие происходит во время благотворительного мероприятия под названием «Спасём нашу церковь», где Кэри выступает в качестве ведущей солистки хора, собравшаяся паства танцует и веселится под исполняемую песню.
Мэрайя исполняла данную песню в каждом из своих концертных туров, трек также был включен в её сборники лучших хитов: Greatest Hits (2001), Playlist: The Very Best of Mariah Carey (2010) и The Essential Mariah Carey (2012).

## Иск об нарушении авторских прав
В июне 1994 года Кэри, Коул, Кливиллес и Sony Music Entertainment были поданы в суд автором песен Кевином МакКордом, который обвинил партию во включении значительных музыкальных элементов из его песни 1979 года «I Want to Thank You» в «Make It Happen», которая стала хитом певицы Алисии Майерс в 1981 году. МакКорд сказал: «Если вы послушаете аккорды в начале песни, сходство очевидно. Это те же самые аккорды в другой тональности»; он также отметил сходство в текстах песен . Сторона Кэри изначально утверждала, что МакКорд не имеет права подавать иск, но адвокат МакКорда показал, что владельцы авторских прав на песню передали свои законные интересы в «I Want to Thank You» МакКорду «в попытке урегулировать свои претензии». Хотя представитель Кэри утверждал, что обвинения в нарушении авторских прав ложны, МакКорд заявил, что отклонил предложения об урегулировании от лагеря Кэри. В конечном итоге МакКорд принял предложение об урегулировании в размере около 500 000 долларов США.

## Чарты

### Еженедельные чарты
| Чарт (1992)                           | Пиковая позиция |
| ------------------------------------- | --------------- |
| Австралия (ARIA)                      | 35              |
| Канада (The Record)                   | 16              |
| Канада (RPM Top Singles)              | 7               |
| Европа (European Hot 100 Singles)     | 44              |
| Германия (Official German Charts)     | 74              |
| Нидерланды (Single Top 100)           | 59              |
| Великобритания (UK Singles Chart)     | 17              |
| США (Billboard Hot 100)               | 5               |
| США (Billboard Adult Contemporary)    | 13              |
| США (Billboard Dance Club Songs)      | 16              |
| США (Billboard Hot R&B/Hip-Hop Songs) | 7               |

### Годовые чарты
| Чарт (1992)                           | Позиция |
| ------------------------------------- | ------- |
| США (Billboard Hot 100)               | 42      |
| США (Billboard Hot R&B/Hip-Hop Songs) | 80      |